# Вилче Поле
Ви́лче Поле́ (болг. Вълче поле) — село в Хасковській області Болгарії. Входить до складу общини Любимець.

## Населення
За даними перепису населення 2011 року у селі проживали 303 особи.
Національний склад населення села:
| Національність   | Кількість осіб | Відсоток |
| ---------------- | -------------- | -------- |
| болгари          | 189            | 62,4%    |
| цигани           | 112            | 37,0%    |
| інша             | 0              | 0%       |
| Всього відповіли | 303            |          |

Розподіл населення за віком у 2011 році:
Динаміка населення: